# حي بينشينا
حي بينشينا هو حي ريفي يقع إلى الشمال الشرقي من مدينة آكس أون بروفانس، وهو جزء من كانتون آكس أون بروفانس-الشمال الشرقي.َ يأخذ اسمه من penchinats البروفنسالية، والتي تشير إلي ورش التمشيط التي أقيمت هناك في العصور الوسطى. وكان منذ فترة طويلة مكانًا يأتي إليه سكان مدينة آكس بحثًا عن البرودة في الصيف، معتبرين أن هذا الوادي هو «الإقامة الأكثر متعة في ريف آكس». تشتهر المنطقة بأنها موطن للمساكن البرجوازية الجميلة